# St. Johns County
St. Johns County är ett administrativt område i delstaten Florida, USA, med 190 039 invånare. Den administrativa huvudorten (county seat) är St. Augustine. 
Fort Matanzas nationalmonument ligger i countyt.

## Geografi
Enligt United States Census Bureau har countyt en total area på 2 127 km². 1 577 km² av den arean är land och 550 km² är vatten.

### Angränsande countyn
- Duval County, Florida - nord
- Flagler County, Florida - syd
- Putnam County, Florida - sydväst
- Clay County, Florida - väst